# Niederbesslingen
Niederbesslingen (luxemburgisch Kierchenⓘ, französisch Basbellain) ist eine Ortschaft in der Gemeinde Ulflingen, Kanton Clerf im Großherzogtum Luxemburg.

## Lage
Niederbesslingen liegt im Norden von Luxemburg an der Grenze zu Belgien. Nachbarorte sind im Norden Oberbesslingen und im Osten Gödingen. Durch das Dorf fließt die Wiltz, ein Nebenfluss der Sauer. Weiterhin verläuft westlich des Ortes die Bahnstrecke Luxemburg–Spa.

## Geschichte
Niederbesslingen ist bereits in den „Historiarum Francorum libri“ für das Jahr 585 verzeichnet (HF 08, 021). Seine erste urkundliche Erwähnung findet „Belslango infra vasta Ardinna“ in einer Urkunde König Karlmanns von 770 (DKI 051). Es war zwischen 1795 und 1908 Hauptort der gleichnamigen Gemeinde. Seit der Auflösung dieser Gemeinde gehört Niederbesslingen zur Gemeinde Ulflingen. Den Mittelpunkt des Dorfes bildet die 1870 im neugotischen Stil erbaute Kirche St. Michael, mit dem sie umgebenden Friedhof. Auf dem Friedhof haben sich noch viele historische Grabsteine erhalten.